# Le Tigre
Le Tigre je newyorská elektro-punková dívčí kapela, kterou v roce 1998 založily Kathleen Hanna (dříve členka formace Bikini Kill) a Johanna Fatemanová. V letech 1998–2001 byla členkou tria Sadie Benning, poté jí nahradila JD Samson. Skupina má levicově orientované texty pojednávající o tématech feminismu a LGBT. Na svých koncertech například otevřeně kritizovala politiku prezidenta George W. Bushe.

## Historie tria
Dívčí kapela začínala jako podpůrný tým sólového projektu Kathleen Hanny s názvem Julie Ruin, která vydala v roce 1997 nahrávku s tímto názvem a sama zde vystupovala pod pseudonymem stejného jména. Tehdy přerušila spolupráci ve formaci Bikini Kill. S cílem vytvořit živou verzi alba Julie Ruin navázala spolupráci s hudebnicemi Johannou Fatemanovou a Sadie Benning, která roku 1998 vyvrcholila založením tria Le Tigre. Kapela spojuje politická a feministická témata undergroundového punkového proudu riot grrrl s elektronickým samplováním a lo-fi bubny. Aktivistka za práva homosexuálů JD Samson se stala kmenovou členkou skupiny v roce 2001, poté co odešla jedna ze spoluzakladatelek Sadie Benning. Ve svých vystoupeních trio kombinuje vizuální efekty, hudbu a tanec. Hanna veřejně vystupuje proti sexuálnímu zneužívání.
Písní Hot Topic na stejnojmenném EP skupina vzdala poctu mnoha feministickým umělkyním, spisovatelkám a dalším osobnostem, které ji inspirovaly. Mezi jinými byla skladba věnonována těmto osobám: Yoko Ono, Cibo Matto, Aretha Franklin, Vaginal Cream Davis, Jajoi Kusamaová, Angela Davisová, Sleater-Kinney, The Slits, Billy Tipton či Laura Cottingham.
První dvě nahrávky vydaly u nezávislého labelu Mr. Lady Records, založeného hudebnicí Kaia Wilsonovou z The Butchies a její přítelkyní Tammy Rae Carlandovou. Album Feminist Sweepstakes (2001) vyšlo ve vydavatelství Chicks on Speed. Deska This Island (2004) se stala první, kterou Le Tigre vydaly u velkého labelu Universal Records. Ric Ocasek z the Cars produkoval skladbu Tell You Now. Přesto kapela dále spolupracovala s nezávislými společnostmi a roku 2005 uvolnila CD This Island Remixes u Chicks on Speed.
V druhé polovině roku 2006 se trio rozhodlo pro delší pauzu, která začala na počátku následujícího roku.
Kathleen od té doby spolupracovala s The Willie Mae Rock Camp for Girls a vyučovala hudební seminář na New York University. JD Samson koncertovala jako hráčka na klávesové nástroje s hudebnicí Peaches ve formaci Herms (zkratka od hermafrodit) a uspořádala řadu DJ vystoupení, zatímco Johanna Fateman se věnuje newyorskému kadeřnickému salónu v Greenwich Village. V roce 2008 vytvořily JD a Johanna nový hudební projekt Men. Následně si vzala Fateman volno pro založení rodiny.
V červnu 2009 se kapela Le Tigre vrátila do nahrávacího studia, kde s nimi spolupracovala Christina Aguilera.

## Diskografie

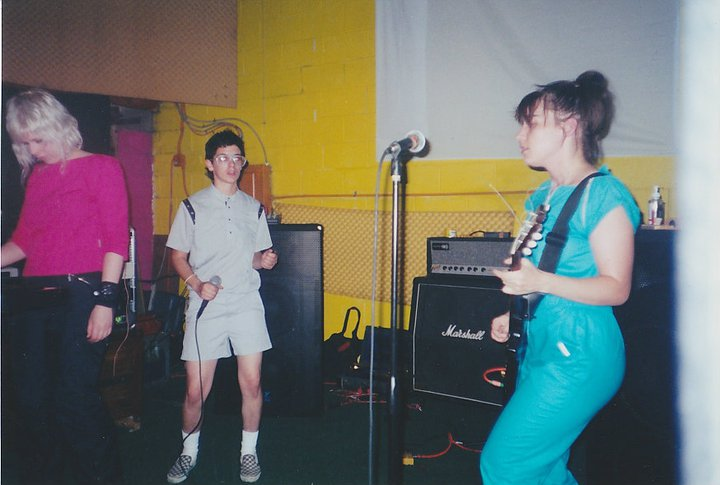
Le Tigre koncertují v Indianapolis, 2000

### Alba
- Le Tigre (1999), Mr. Lady
- Feminist Sweepstakes (2001), Mr. Lady
- This Island (2004), Universal Records

### EP a singly
- Hot Topic (1999)
- From the Desk of Mr. Lady EP (2001)
- Remix (2003)
- Standing In The Way Of Control 12" rozdělené EP s The Gossip na Kill Rock Stars
- This Island Remixes Volume 1 EP, Chicks On Speed Records
- This Island Remixes Volume 2 EP, Chicks On Speed Records